# Le Mans Football Club
El  Le Mans Football Club —club denominado desde 1985 hasta 2010: Mans Union Club 72— es un club de fútbol francés, de la ciudad de Le Mans en Países del Loira. Fue fundado en 1985, y liquidado en octubre de 2013, perdiendo su estatus profesional. El club fue refundado, y actualmente se desempeña en el Ligue 2, la segunda división del fútbol del país.

## Historia
En 1889 se funda la US Le Mans, club polideportivo que crea una sección de fútbol en 1902.
El 12 de junio de 1985 surge el Le Mans Union Club 72 de la unión del US Le Mans y de le Stade Olympique du Maine .
En la temporada 03-04 el equipo debuta en la Ligue 1.
El club que anteriormente se denominaba Le Mans Union Club 72 desde 1985–2010, cambió su nombre el 1 de julio de 2010 al de Le Mans Football Club. Le dicen el Millonario.
La Federación Francesa de Fútbol excluyó al Le Mans FC de todas sus competiciones debido a la gran cantidad de deudas financieras generadas por el despilfarro de dinero, empezando por el MMArena.
En octubre de 2013 se anuncia la desaparición del equipo, tras descender en la temporada 2012-13 a la tercera división francesa.
Finalmente, en junio de 2019 asciende a la segunda división francesa.

## Uniforme
- Uniforme titular: Camiseta roja y amarilla, pantalón rojo y medias amarillas.
- Uniforme alternativo: Camiseta, pantalón y medias blancas.

## Estadio
El club disputa sus partidos en el Stade Marie-Marvingt anteriormente MMArena, con capacidad para 25 000 personas.

## Datos del club
- Temporadas en la Ligue 1: 6
- Temporadas en la Ligue 2: 28
- Mejor puesto en la liga: 9.º (temporada 07-08)
- Peor puesto en la liga: 19.º (temporada 03-04)

## Jugadores

### Jugadores destacados
| - Ludovic Baal - Dagui Bakari - Ismaël Bangoura - Marko Baša - Laurent Bonnart - Grégory Cerdan - Sébastien Corchia - Daniel Cousin - Mathieu Coutadeur - Tulio De Melo - Didier Drogba - Dan Eggen - James Fanchone - Yannick Fischer - Thierry Froger - Eric Garcin - Gervinho - Grafite | - Yohan Hautcoeur - Thorstein Helstad - Roland Lamah - Anthony Le Tallec - Modibo Maïga - Daisuke Matsui - Didier Ovono - Fabrice Pancrate - Marcelo Estigarribia - Yohann Pelé - Yoann Poulard - Romaric - Stéphane Samson - Stéphane Sessègnon - Jacques Songo'o - Olivier Thomas - Olivier Thomert - Patrick Van Kets - Hassan Yebda |

## Entrenadores
| - Mony Braustein (1945–46) - ? (1946–47) - Émile Rummelhardt (1947–51) - Gaston Choulet (1951–52) - Gabriel Corsaletti (1952–53) - Camille Libar (1953–57) - André Grillon (1957–64) - René Dereuddre (1964–76) - Alain Laurier (1976–79) - Michel Rodríguez (1979–81) - André Guttierez (1981–85) - Bernard Deferrez (1985–86) - Christian Gourcuff (junio de 1986 – enero de 1989) - Christian Létard (enero de 1989 – enero de 1994) - Thierry Froger (enero de 1994 – mayo de 1997) - Slavo Muslin (junio de 1997 – noviembre de 1997) - Marc Westerloppe (noviembre de 1997 – noviembre de 2000) |  | - Alain Pascalou (noviembre de 2000 – diciembre de 2000) - Thierry Goudet (diciembre de 2000 – febrero de 2004) - Daniel Jeandupeux (febrero de 2004 – diciembre de 2004) - Frédéric Hantz (diciembre de 2004–2007) - Rudi García (2007–2008) - Yves Bertucci (2008–2009) - Daniel Jeandupeux (2009) - Arnaud Cormier (2009) - Paulo Duarte (2009) - Arnaud Cormier (2009–2011) - Denis Zanko (2011–2013) - Régis Beunardeau (2011–2013) - Stéphane Guédet (2013-2014) - Alexandre Clément (2014-2015) - Richard Déziré (2015-) |

## Palmarés

### Torneos nacionales
- Ligue 2 (2): 1961, 1965
- Coupe Gambardella (1): 2004

## Rivalidades
Su máximo rival es Stade Laval.
También mantiene gran rivalidad con Tours FC.